# Herszele z Ostropola (postać)
Herszele z Ostropola też Herszl z Ostropola lub Herszel z Ostropola (w jidysz: הערשעלע אָסטראָפּאָלער; Herszele Ostropoler; ur. w XVIII wieku w Ostropolu, zm. w XIX wieku) – postać z żydowskiego folkloru, bohater dowcipów.
Istnienie Herszla nie jest potwierdzone. Rzekomo żył na przełomie XVIII i XIX wieku. Miał przez pewien czas przebywać na dworze cadyka Nachmana z Międzyboża, pełniąc tam funkcję trefnisia. Funkcjonował w żydowskim folklorze jako uosobienie mądrego biedaka, cechującego się dużym poczuciem humoru i dystansem do samego siebie. Porównywano go do Dyla Sowizdrzała.